# Crnajka
Crnajka (en serbe cyrillique : Црнајка) est un village de Serbie situé dans la municipalité de Majdanpek, district de Bor. Au recensement de 2011, il comptait 902 habitants.

## Démographie

### Évolution historique de la population
| 1948  | 1953  | 1961  | 1971  | 1981  | 1991  | 2002  | 2011 |
| ----- | ----- | ----- | ----- | ----- | ----- | ----- | ---- |
| 1 413 | 1 460 | 1 554 | 1 343 | 1 330 | 1 256 | 1 099 | 902  |

|  |